# Namasigüe (ort)
Namasigüe är en ort i Honduras.   Den ligger i departementet Choluteca, i den södra delen av landet, 100 km söder om huvudstaden Tegucigalpa. Namasigüe ligger 54 meter över havet och antalet invånare är 1 804.
Terrängen runt Namasigüe är kuperad österut, men västerut är den platt. Runt Namasigüe är det ganska tätbefolkat, med 179 invånare per kvadratkilometer. Närmaste större samhälle är Ciudad Choluteca, 12,0 km nordväst om Namasigüe. 